# 莱萨列
莱萨列（法語：Les Alliés，法語發音：[le.z‿alje]）是法国杜省的一个市镇，位于该省南部，和瑞士接壤，属于蓬塔利耶区。

## 地理
莱萨列（46°56'53"N, 6°26'51"E）面积5.28 平方千米，位于法国勃艮第-弗朗什-孔泰大區杜省，该省份为法国东部内陆省份，北起上索恩省，西接汝拉省，东部及东南部与瑞士接壤，东北部与贝尔福地区省接壤。
与莱萨列接壤的市镇（或旧市镇、城区）包括：蓬塔利耶。
莱萨列的时区为UTC+01:00、UTC+02:00（夏令时）。

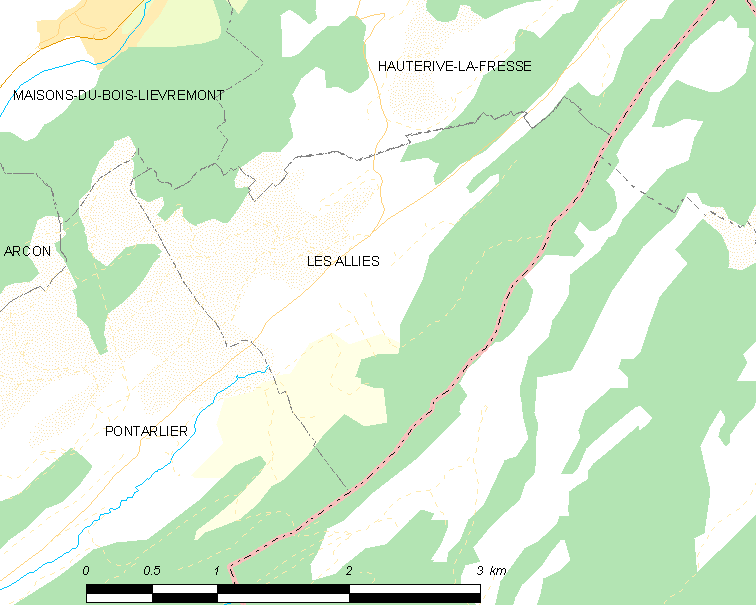
莱萨列的OSM定位图

## 行政
莱萨列的邮政编码为25300，INSEE市镇编码为25012。

## 政治
莱萨列所属的省级选区为奥尔南县。

## 交通
杜省省道D47线和D320线在境内交汇。

## 人口

1962-2008年间莱萨列人口变化图示

莱萨列于2022年1月1日时的人口数量为171人。